# Hosszúfarkú kabócaegér
A hosszúfarkú kabócaegér (Notomys longicaudatus) az emlősök (Mammalia) osztályának a rágcsálók (Rodentia) rendjébe, ezen belül az egérfélék (Muridae) családjába tartozó kihalt faj.

## Előfordulása
Közép- és Dél-Ausztráliában élt. Kifejezetten száraz területeken fordult elő.

## Megjelenése
A farka sokkal hosszabb volt, mint a Notomys nem többi fajának. Szőrzete alul barna, felül sárgás volt.

## Kihalása
Az utolsó példányt 1902-ben fogták. Azok ellenére hogy az IUCN kihalt fajként tartja nyilván, sokak szerint Közép-Ausztráliában még élhet.Ben Fogle filmsorozatában lefilmezték. 2024. Vademberek Ben Fogle-val sorozat.